# Kanton Mouy
Mouy is een kanton van het Franse departement Oise. Het kanton maakt deel uit van de arrondissementen Beauvais (21) en Clermont (14).

## Gemeenten
Het kanton Mouy omvatte tot 2014 de volgende 11 gemeenten:
- Angy
- Ansacq
- Bury
- Cambronne-lès-Clermont
- Heilles
- Hondainville
- Mouy (hoofdplaats)
- Neuilly-sous-Clermont
- Rousseloy
- Saint-Félix
- Thury-sous-Clermont

De herindeling van de kantons bij toepassing van het decreet van 20 februari 2014, met uitwerking in maart 2015, breidde het kanton uit tot volgende 35 gemeenten :
- Angy
- Ansacq
- Bailleul-sur-Thérain
- Bonlier
- Bresles
- Bury
- Cambronne-lès-Clermont
- Le Fay-Saint-Quentin
- Fontaine-Saint-Lucien
- Fouquerolles
- Guignecourt
- Haudivillers
- Heilles
- Hermes
- Hondainville
- Juvignies
- Lafraye
- Laversines
- Litz
- Maisoncelle-Saint-Pierre
- Mouy
- Neuilly-sous-Clermont
- La Neuville-en-Hez
- Nivillers
- Oroër
- Rémérangles
- Rochy-Condé
- La Rue-Saint-Pierre
- Saint-Félix
- Therdonne
- Thury-sous-Clermont
- Tillé
- Troissereux
- Velennes
- Verderel-lès-Sauqueuse